# Přírodní rezervace Teiči
Přírodní rezervace Teiči (lotyšsky Teiču dabas rezervāts) je chráněné území v Lotyšsku. Nachází se u města Jēkabpils na východě země a má rozlohu 198 km². Přírodní rezervace byla vyhlášena v roce 1982 na návrh Lotyšské akademie věd. V roce 1989 se Teiči stalo významným ptačím územím, od roku 1995 se na ně vztahuje Ramsarská úmluva a v roce 2004 bylo zařazeno do soustavy Natura 2000. Mezinárodní svaz ochrany přírody rezervaci zařazuje do kategorie Ib. Správa chráněné oblasti sídlí ve vsi Ļaudona. 
Teiči patří k největším rašeliništím v pobaltských zemích. Místní ekosystém je minimálně ovlivněn lidskou činností. Část území je v režimu přísné ochrany a smějí do ní pouze vědecké výpravy, zbytek je od června do října přístupný veřejnosti s průvodcem. Ročně přichází okolo tří tisíc turistů. Návštěvníkům slouží rozhledna vysoká 27 m. Na ostrově Siksala žije malá komunita starověrců, která se zde usadila v sedmnáctém století. 
Nachází se zde 18 jezer větších než 2 ha a rezervací protéká řeka Teicija. Převládajícími stromy jsou borovice lesní a bříza pýřitá. Na území rezervace roste 36 druhů kapradin, 37 druhů mechů a 14 druhů lišejníků. Vyskytují se zde vzácné rostliny jako lněnka bezlistenná, střevíčník pantoflíček a hlízovec Loeselův, prostředí umožňuje i přežití postglaciálních reliktů, jakým je ostružiník moruška. Ze savců zde žije los evropský, prase divoké a bobr evropský. Bylo pozorováno 186 druhů ptáků, např. potáplice severní, husa běločelá, jeřáb popelavý, jeřábek lesní, tetřívek obecný, kulík zlatý, rybák bělokřídlý, dřemlík tundrový a ťuhýk obecný. Hnízdí zde také jeden pár orla skalního. V chráněném území bylo zjištěno 332 druhů motýlů, 272 druhů dvoukřídlých a 469 druhů brouků. 